# Mokattam
Mokattam o Colinas de Mokattam (en árabe: المقطم; también escrito Muqattam y Monte Moqattam) es el nombre de una cadena de cerros y un suburbio en ellos, situado en el sureste de El Cairo, Egipto.
El nombre árabe Mokattam significa "cortar", y se refiere a la forma en la cordillera de colinas que se divide en tres secciones. El mayor segmento es un accidente geográfico llamado monte Moqattam.